# Eugeniusz Trojanowski
Eugeniusz Trojanowski (ur. w 1955) – polski artysta fotograf, uhonorowany tytułem Artiste FIAP (AFIAP). Członek rzeczywisty i Artysta Fotoklubu Rzeczypospolitej Polskiej (AFRP). Członek Gdańskiego Towarzystwa Fotograficznego.

## Działalność
Eugeniusz Trojanowski mieszka i pracuje w Gdańsku. Jest absolwentem Politechniki Gdańskiej i Studium Fotograficznego w Gdańsku. Od 1993 roku jest członkiem Gdańskiego Towarzystwa Fotograficznego, w którym w latach 2004–2005 pełnił funkcję wiceprezesa Zarządu GTF. Miejsce szczególne w twórczości Eugeniusza Trojanowskiego zajmuje fotografia architektury, fotografia pejzażowa oraz fotografia przyrodnicza. 
Eugeniusz Trojanowski jest autorem i współautorem wielu wystaw fotograficznych; indywidualnych, zbiorowych, poplenerowych, pokonkursowych. Brał aktywny udział w Międzynarodowych Salonach Fotograficznych, organizowanych pod patronatem FIAP, zdobywając wiele medali, nagród, wyróżnień, dyplomów, listów gratulacyjnych. Jego fotografie były prezentowane w wielu krajach Europy (m.in. w Anglii, Belgii, Francji, Hiszpanii, Niemczech, Polsce, Portugalii, Rumunii, Szkocji). Jest współautorem zdjęć do albumu „Gdańsk odchodzący”, wydanego w 2008 roku, przez Oficynę Wydawniczą „FINNA”.  
W 1998 roku został przyjęty w poczet członków Fotoklubu Rzeczypospolitej Polskiej Stowarzyszenia Twórców. Decyzją Komisji Kwalifikacji Zawodowych Fotoklubu RP, otrzymał dyplom potwierdzający kwalifikacje do wykonywania zawodu artysty fotografa, fotografika (legitymacja nr 132).
W 2003 roku został uhonorowany tytułem Artiste FIAP (AFIAP), nadanym przez Międzynarodową Federację Sztuki Fotograficznej FIAP.

## Wybrane wystawy
- „Zalew Wiślany”; wystawa indywidualna (Gdańsk 1998);
- „Impresje Gdańskie”; wystawa indywidualna (Toruń 1999);
- „82 Scottish International Salon of Photography” (Szkocja 2001);
- „Tydzień Polski – Zbliżenia”; (Schwerin; Niemcy 2003);
- „60-lecie Gdańskiego Towarzystwa Fotograficznego” (Gdańsk 2007);
- „Gdańsk Odchodzący” (Gdańsk 2008)[12];
- „Stocznia Gdańska – przemijanie” (Gdańsk 2009);
- „70-lecie Gdańskiego Towarzystwa Fotograficznego” (Gdańsk 2017)[8];

Źródło.